# Nieporęt
Nieporęt è un comune rurale polacco del distretto di Legionowo, nel voivodato della Masovia.
Ricopre una superficie di 100,52 km² e nel 2004 contava 12 645 abitanti.